# Arnar Grétarsson
Arnar Grétarsson, islandski nogometaš in trener, * 20. februar 1972, Reykjavík, Islandija.
Leta 2009 je prenehal z aktivnim igranjem. Nazadnje je nastopal za Breiðablik. Med leti 2010–2012 je opravljal delo tehničnega direktorja pri grškem klubu AEK-u iz Aten, od leta 2014 pa je trener pri islandskem klubu Breiðablik. Za islandsko nogometno reprezentanco je zbral 71 nastopov. Tudi njegov brat, Sigurður Grétarsson, je nogometaš.